# Кузьмовичеві джерела
Кузьмовичеві джерела — природний вихід підземних вод на території міста Тернополя.

## Розташування
Існували на початку жолоба поблизу роздоріжжя до м. Збаража та смт Підволочиська (нині парк Національного відродження) і належали його власникові Кузьмовичу.

## Історія
Відомі здавна джерела живили невеликі ставки, в яких розводили рибу. З Кузьмовичевих джерел брали воду під час польових робіт, особливо в жнива.

## Легенда
За розповідями, біля джерел спостерігали явища, складаючи про них легенди. Так одна з місцевих легенд розповідає про сторожа маєтків Збишка Тупоту Кузьмовича, який частенько та надмірно прикладався до пляшки з оковитою. Під час нічного обходу маєтків Збишка замучила похмільна спрага, та він до світанку не зміг знайти джерела, щоб напитися. Так згинув чоловік у нетрях чагарників. Нечисленні свідки розповідають, що ще до недавнього часу, перед світанком, можна було спостерігати напівпрозору фігуру звірятка з пухнастим хвостом, що жестами закликає напитися води, вказуючи на джерело.

## Примітка
Ймовірно, Кузьмовичеві джерела — те ж, що й Тернопільське джерело.